# Lepthyphantes tropicalis
Lepthyphantes tropicalis este o specie de păianjeni din genul Lepthyphantes, familia Linyphiidae, descrisă de Tullgren, 1910.
Este endemică în Tanzania. Conform Catalogue of Life specia Lepthyphantes tropicalis nu are subspecii cunoscute.